# 散生千里光
散生千里光（学名：Senecio exul）是菊科千里光属的植物，是中国的特有植物。分布在泰国以及中国大陆的广东、浙江、四川、重庆、湖北等地，生长于海拔620米的地区，多生在河边草地，目前尚未由人工引种栽培。